# Tabernaemontana africana
Tabernaemontana africana is een plantensoort uit de maagdenpalmfamilie (Apocynaceae). Het is een boom met een spreidende kroon die een groeihoogte tot 6 meter kan bereiken. De boom heeft grote witte geurende bloemen. De soort staat op de Rode Lijst van de IUCN geklasseerd als 'niet bedreigd'.
De soort komt voor in tropisch West-Afrika, van Senegal tot in Ghana. De soort maakt onderdeel uit van de ondergroei in dichte vochtige bossen, van zandige kustgebieden tot in bergbossen.
De boom wordt uit het wild geoogst voor zijn hout en latex, die lokaal worden gebruikt. De overvloedige witkleurige latex werd ooit gebruikt als ingrediënt van rubberpasta, genaamd bede-bede. De houtas wordt gebruikt bij het maken van zeep. Het zachte hout heeft een geelwitte kleur en is gemakkelijk te bewerken.